# Острём, Нина
Ни́на О́стрём (фин. Nina Åström) — финская певица.

## Краткая биография
Выступает с 1980-х годов, дебютный альбом «Person 2 Person» вышел в 1991 году.
Острём представляла Финляндию на Конкурсе песни Евровидение-2000 в Стокгольме, где заняла 18-е место (из 24 участников).
Живёт в городе Коккола (провинция Западная Финляндия). Замужем, имеет двоих дочерей.

## Дискография
- Person 2 Person (1991)
- A Matter of Time (1994)
- Moods (1995)
- A Friend (1999)
- A Little Bit of Love (2000)
- Vierelle jäät (2000)
- Merry Christmas Jesus (2001)
- Real Life (2003)
- Landscape of My Soul (2007)
- The Way We Are (2010)
- Avoin taivas (2012)
- Minun aarteeni (2014)
- Joulun Kuningas (2014)
- Takaisin kotiin (2016)
- Rauhaa ja rohkeutta (2018)